# Vormstad
Vormstad är en tidigare tätort i Orklands kommun i Trøndelag fylke i mellersta Norge. Orten ligger där fylkesväg 65 möter fylkesväg 6496, på västra sidan av älven Orkla, sydväst om staden Orkanger.
Tidigare har orten utgjort centralort i en dåvarande kommun med namnet Orkland, därefter har den tillhört dåvarande Orkdals kommun.
Sedan 2013 räknas orten inte längre som en tätort.